# Quebrada Sandon
La quebrada de Sandon es un curso natural de agua intermitente que desciende del cerro Sandon y fluye en la Región de Antofagasta para desembocar en la quebrada de Taltal.

## Trayecto
La quebrada se ubica en los cabezales de la quebrada de Taltal, al oeste del salar de Pajonales.

## Historia
Luis Risopatrón escribe en su Diccionario Jeográfico de Chile de 1924:
Sandon (Quebrada del) 25° 17' 69° 21' Es cortada en el granito gris, corre hacia el W, con pendientes escarpadas, de escombros en partes i peñascos de roca sólida en otras i tiene unos 50 m de anchoen el fondo a veces i en otros lugares es tan angosta, que apenas permite el paso de un animal cargado; ofrece buena agua, pasto i leña en tres sitios, es seca en su parte inferior i muestra una vejetacion mas rica que los valles de los alrededores. 98, ii, p. 507; 133, carta de Moraga (1916); 137, carta ni de Darapskv (1900); 150, p. 79;"156; i 161, i, p. 116, 119 i 120.
Entre sus afluetes conocemos, también por Risopatrón:
Sapos (Quebrada de los) 25° 13 69°20' Corre hacia el W, es seca en su parte inferior, donde se encuentran barrancas de capas calcáreas o margosas, traquita o terreno de acarreo i se junta con la de Sandon; las últimas vegas se hallan a 3 920 m de altitud. 98, ii, p. 525 i 507; 137. carta ni de Darapskv. 1900); 156; i 161, I, p. 120.
Medio (Agua del) 25° 17' 69° 20'. Revienta en la parte media de la quebrada del Sandon i hace crecer el pasto en abundancia. 150, p. 79 (Philippi, 1860).
Entre el 25  y el 27 de marzo, el temporal del norte de Chile de 2015 generó inundaciones y aluviones en las ciudades de Chañaral, Copiapó, Taltal, Diego de Almagro, El Salado, Tierra Amarilla, Alto del Carmen, Vicuña, entre otras. Durante el día 24 de marzo precipitaciones mayores a 50 mm en 24 hrs. se concentraron, principalmente, en la parte media y alta de la quebrada de Taltal. Al día siguiente hubo precipitaciones (entre 10 y 50 mm/24hr) en la parte baja de la cuenca de la quebrada Taltal;